# Баржак (Гар)
Баржак (фр. Barjac) насеље је и општина у јужној Француској у региону Лангдок-Русијон, у департману Гар која припада префектури Алес.
По подацима из 2011. године у општини је живело 1.575 становника, а густина насељености је износила 36,87 становника/km². Општина се простире на површини од 42,72 km². Налази се на средњој надморској висини од 250 метара (максималној 364 m, а минималној 112 m).

## Демографија
| 1962. | 1968. | 1975. | 1982. | 1990. | 1999. | 2011. |
| ----- | ----- | ----- | ----- | ----- | ----- | ----- |
| 1.003 | 1.056 | 1.091 | 1.241 | 1.361 | 1.379 | 1.575 |

График промене броја становника у току последњих година